# جایزه تونی جانس
جایزهٔ تونی جانس (به انگلیسی: Tony Jannus Award) برای دستاوردهای برجستهٔ فردی در هوانوردی تجاری به مدیران شرکت‌های هواپیمایی، مخترعان، تولیدکنندگان و مدیران دولتی داده می‌شود. این جایزه سالانه به وسیلهٔ انجمن هوانوردان برجستهٔ تونی جانس داده می‌شود. نخستین جایزهٔ تونی جانس در سل ۱۹۶۴ در تمپا در فلوریدای آمریکا داده شد. نام این جایزه از نام پیشگام هوانوردی تونی جانس (۱۹۹۶–۱۸۸۹) گرفته شده‌است. علاوه بر زنده نگهداشتن یاد تونی جانسن این انجمن ناسودبر به دانشجویان کالجی که پژوهش‌هایی در زمینهٔ هوانوردی انجام می‌دهند کمک مالی می‌نماید و هر سال مسابقهٔ مقاله‌نویسی برای دانش آموزان دبیرستان برگزار می‌کند تا آنان را تشویق به حرفه‌های هوانوردی نماید.
از چهره‌های برجسته‌ای که این جایزه را دریافت کردند می‌توان به ادی ریکنبکر، دونالد داگلاس، جیمی دولیتل، سی.آر. اسمیت (بنیانگذار امریکن ایرلاینز)، ویلیام پترسن (رئیس یونایتد ایرلاینز از سال ۱۹۳۴ تا ۱۹۶۶) و چاک ییگر را نام برد.